# Il mio gioco preferito
Il mio gioco preferito är debutalbumet från den sanmarinska sångerskan Valentina Monetta. Albumet släpptes den 19 september 2011 och innehåller 7 låtar. Albumet spelades in tillsammans med trion My Funky Valentine. Det innehåller en låt framförd på engelska.

## Låtlista
1. "L'amore verrà" – 2:30
2. "Una giornata bellissima" – 3:16
3. "Dammi un segno" – 3:05
4. "Se parlerà" – 2:41
5. "Think About" – 3:42
6. "Di mia proprietà" – 3:33
7. "Diadabajazz" – 3:00